# シルバー・スピリット (客船)
シルバー・スピリット（Silver Spirit）は、シルバーシー・クルーズが運航しているクルーズ客船。

## 概要
シルバーシー・クルーズの最大船で、2009年12月12日、イタリアのフィンカンティエリ社アンコナ工場で竣工。船価は約2億5千万ユーロ。
客室数は270室で、全てが海側客室（アウトサイド・キャビン）であり、うち95%はベランダ付きである。
12月23日からバルセロナ発のデビュークルーズを行い、2010年1月21日にフォートローダーデールで命名式を行った。
シルバーシー・クルーズ社最大の豪華客船として稼働してきたが、同社は2017年に新型船のシルバー・ミューズを投入。2018年までにシルバー・スピリットは、船体の延長を含めた総額100億円超の改修工事が加えられた。なお、改修工事により船体の全長は210.7mとなったが、シルバー・ミューズの全長212.8mには及ばないものとなっている。